# 린자메이
린자메이(林佳楣(임가미), 1924년 6월 21일~)는 중공 지상군 여군 장교를 지낸 전력이 있는 중화인민공화국의 여성 정치인이고 예비역 중화인민공화국 지상군 대좌 리셴녠(李先念) 전직 중화인민공화국 국가주석의 2번째 부인이다.
그녀 또한 전직 중국공산당 전국인민정치협상회의 전국위원회 위원을 지낸 인물이다.

## 생애

### 이력
중화민국 장쑤 성 단양(지금의 중화인민공화국 장쑤성 단양) 출생이며 그녀의 부군은 지난 1983년에서부터 1988년까지 중화인민공화국 국가주석을 지낸 리셴녠(李先念, 1905년 6월 23일~1992년 6월 21일(86세))이다.

### 결혼
그녀는 1949년에 리셴녠과 결혼하였으며 이후 1992년 6월 21일, 68세 생일 당시에 리셴녠과 상배(사별)할 때까지 그와의 사이에서 1남 2녀를 두었다.

### 학력
- 1949년 중화민국 장쑤 성 상하이 퉁더 의학원 의학사 (내과 전공)